# كاثي كيلي
كاثرين آن كيللي (بالإنجليزية: Cathy Kelley)‏  (27 سبتمبر 1988)  مذيعة حلبة أمريكية ، مضيفة تلفزيونية، صحفية وممثلة تعمل حاليًا مع دبليو دبليو إي منذ عام 2016.

## روابط خارجية
- كاثي كيلي على موقع IMDb (الإنجليزية)
- كاثي كيلي على موقع دبليو دبليو إي (الإنجليزية)
- كاثي كيلي على موقع WrestlingData.com (الإنجليزية)
- كاثي كيلي على موقع CageMatch worker (الإنجليزية)